# Gaziler, Ekinözü
Gaziler là một xã thuộc huyện Ekinözü, tỉnh Kahramanmaraş, Thổ Nhĩ Kỳ. Dân số thời điểm năm 2010 là 394 người.